# Joseph Bitta
Joseph Leo Bitta (ur. 12 marca 1856 w Dlouhej Vsi (obecnie część Hulczyna), zm. 20 lipca 1932 w Kowalowicach) – niemiecki urzędnik państwowy, działacz polityczny, doktor nauk prawnych.
Pochodził z rodziny inteligenckiej, w latach 1875–1878 studiował prawo w Lipsku i we Wrocławiu. W latach 1882–1884 pracował jako urzędnik państwowy w Głogowie, a w latach 1884–1910 jako adwokat i notariusz w Tarnowskich Górach, gdzie był również członkiem Wydziały Powiatowego. W latach 1884–1896 był także syndykiem dyrekcji dóbr na Karłuszowcu, a w latach 1886–1910 generalnym dyrektorem zarządu dóbr w Świerklańcu; ponadto w latach 1895–1910 był członkiem rad nadzorczych Schlesische Eisen- und Stahl-Berufsgenossenschaft i Izby Handlowej w Opolu (w latach 1896–1910). W latach 1910–1918 pełnił funkcję adwokata przy Wyższym Sądzie Krajowym we Wrocławiu, członka rady nadzorczej Landesversicherungsanstaltu oraz był posłem do pruskiego Landtagu z ramienia partii Centrum. W listopadzie 1919 roku został mianowany prezydentem rejencji opolskiej (funkcję tę pełnił do listopada 1921 roku) oraz nadprezydentem prowincji górnośląskiej (do 1923 roku). W latach 1919–1920 był także członkiem niemieckiej konstytuanty oraz ekspertem w niemieckiej delegacji na konferencję pokojową w Paryżu, w latach 1920–1924 członkiem Reichstagu i Rady Państwa Prus. W czasie swej działalności był również członkiem Osteuropa-Institut, Gesellschaft für vaterländische Kultur, wydziału głównego Schlesierhilfe i działaczem Schlesischer Ausschuss, współtwórcą Oberschlesische Arbeitsgemeinschaft für die Interessen Oberschlesiens, związany z centralą Karla Spieckera we Wrocławiu. Był także autorem wielu publikacji dotyczących prawa cywilnego i wodnego.